# Колюхів
Колюхів — село в Україні, у Вінницькому районі Вінницької області. Населення становить 224 особи. Входить до складу Тиврівської селищної громади.

## Географія
Село розташоване на північному сході громади за 12 км від центру громади Тиврова, приблизно в 18 км від міста Немирів. Влітку до міста можна дістатись за допомогою понтонного моста, через річку Південний Буг, у напрямку сусіднього села Никифорівці.
Сусідні населені пункти:

## Заснування

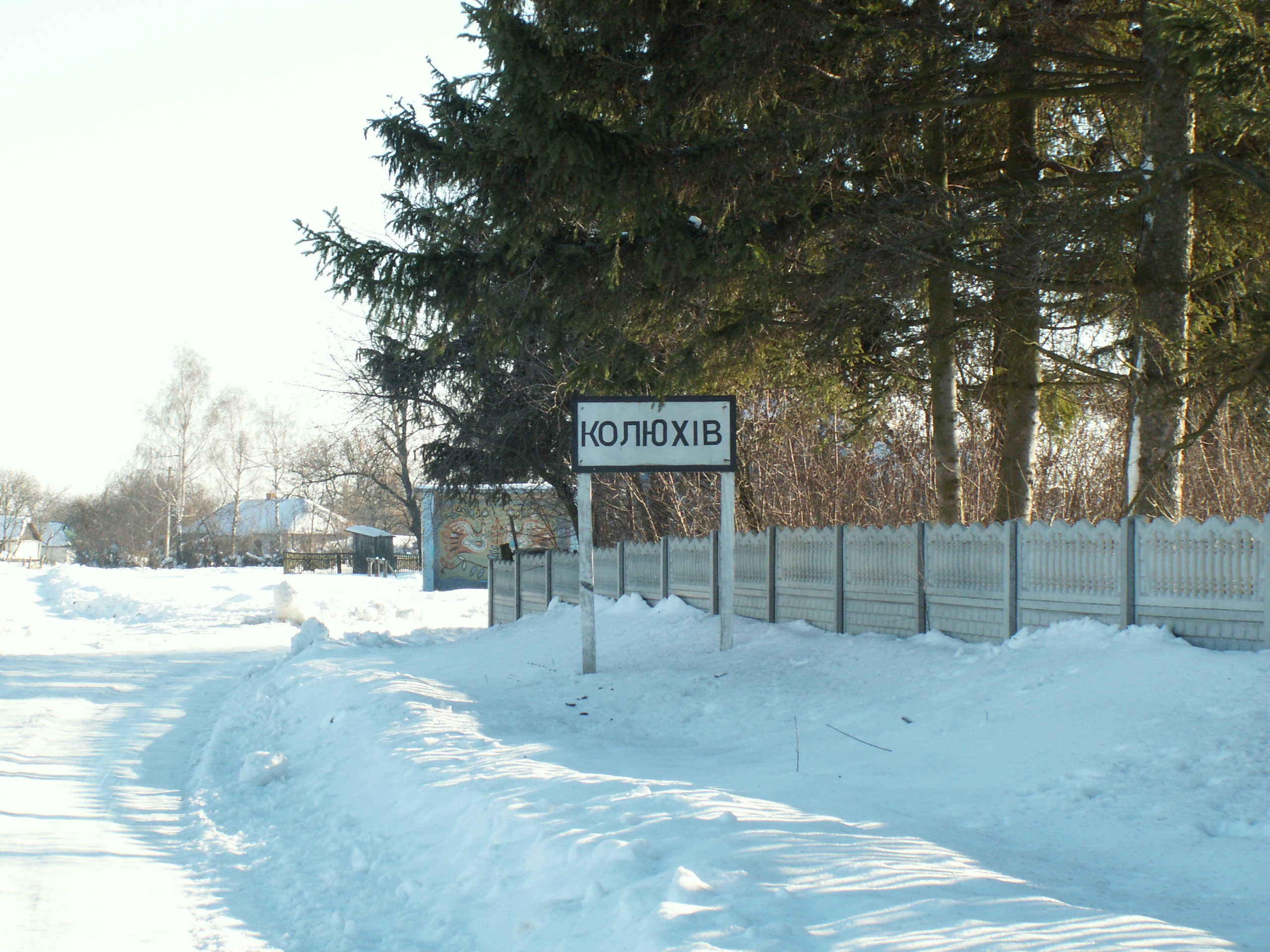
На в'їзді до села

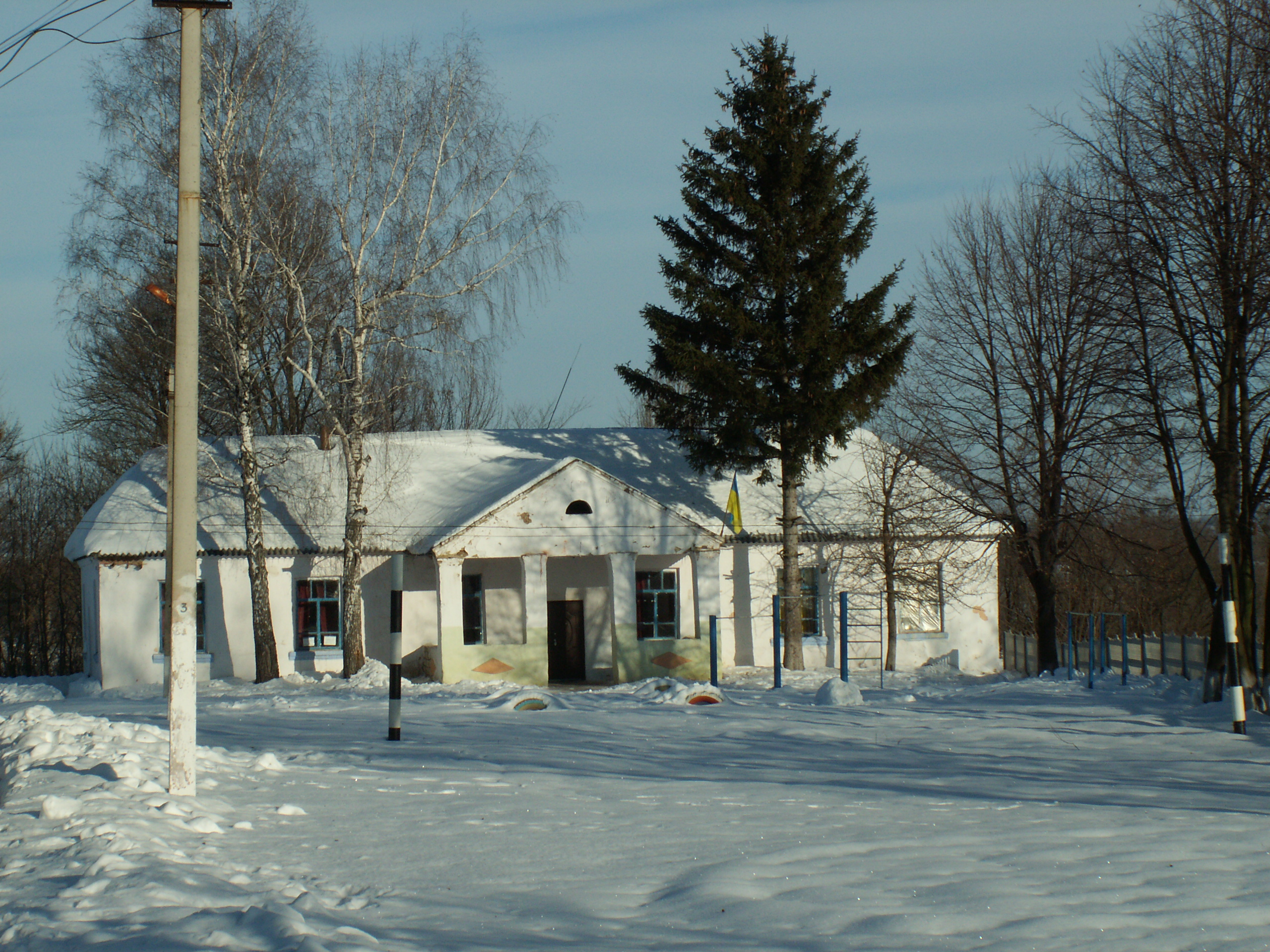
Садиба пана Рублевського

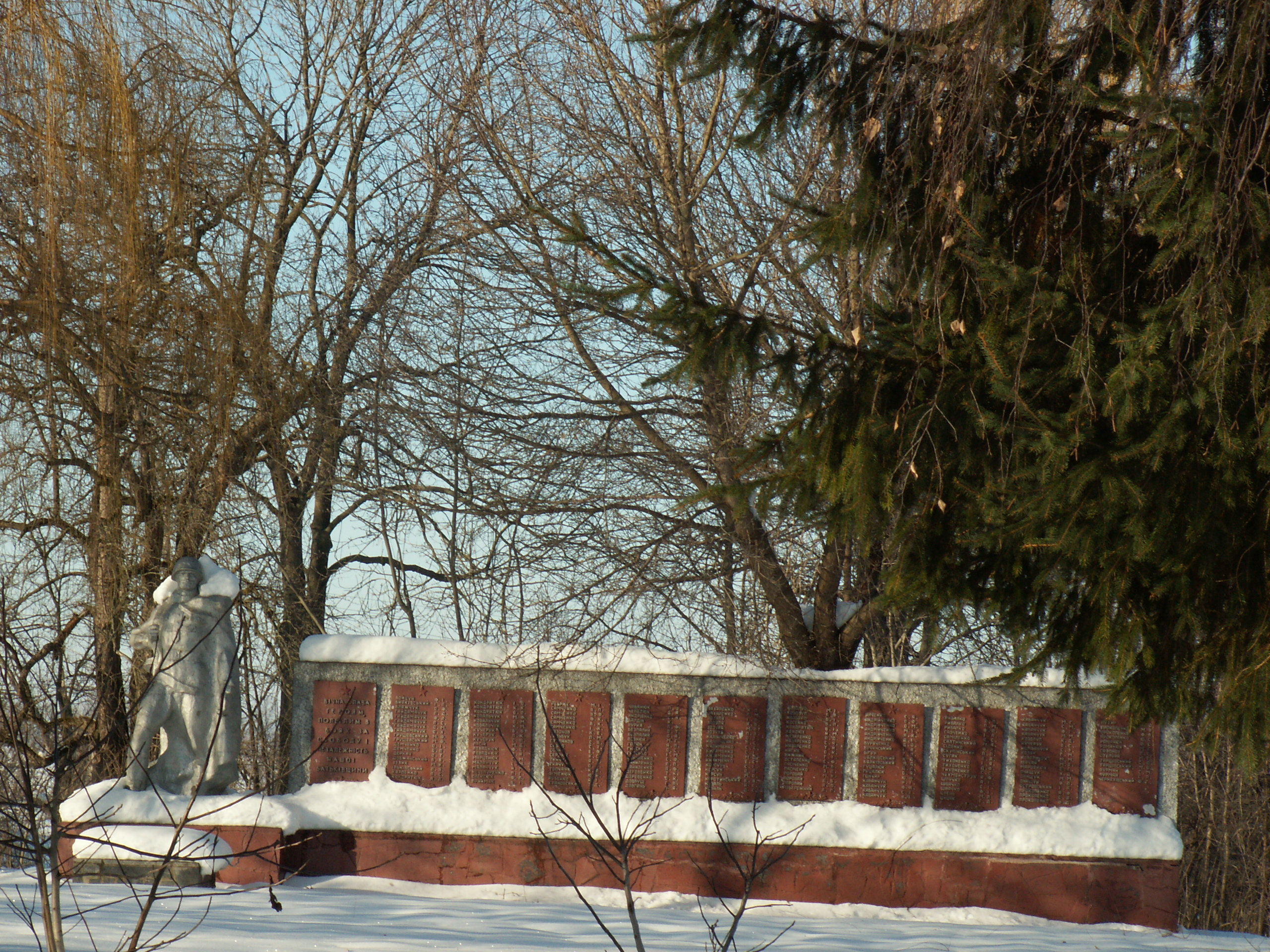
Пам'ятник 176 воїнам-односельчанам

За легендами, засновниками Колюхова стали декілька родин українських селян, які рятувалися від набігів татар в зарослях дикого глоду, де й оселилися: на відстані одного кілометра від правого берега річки Південний Буг і назвали своє поселення "Колюхів". Тому що навкруг росли зарослі колючого глоду.
```
  З часом, основна частина села перемістилась на південь, і розташувалась навкруги невеликої річки, а зарослі глоду, з часом, були викорчувані під поля, тому до теперішнього часу не залишилось навіть і їх сліду. Досить детально описав село у своїй книзі "Над Бугом-рікою" її уродженець Пантелій Іванович Марценюк 
.
```

## Початок 20 століття
На початку 20-го століття землями навколо села володів малопомісний поміщик Рублевський. А на околиці Колюхова, у сторону переправи через річку до сусіднього села Никифорівці за яром, що звався Руткою, купив помістя професор-психоневролог з Одеси Микола Михайлович Попов. Надалі в кінці своєї садиби він звів літню двоповерхову дачу та заклав басейн. У 1914 році Попов володів 124 десятинами землі. Населення Колюхова на той час славилось вирощуванням тютюну та хліборобством. В честь святого Олександра Невського в селі за кошт жителів у 1898 році була побудована дерев'яна церква, яка збереглась і до нашого часу. Церква знаходиться на околиці села, поряд з кладовищем, у напрямі до села Соколинці.

## Революційна доба

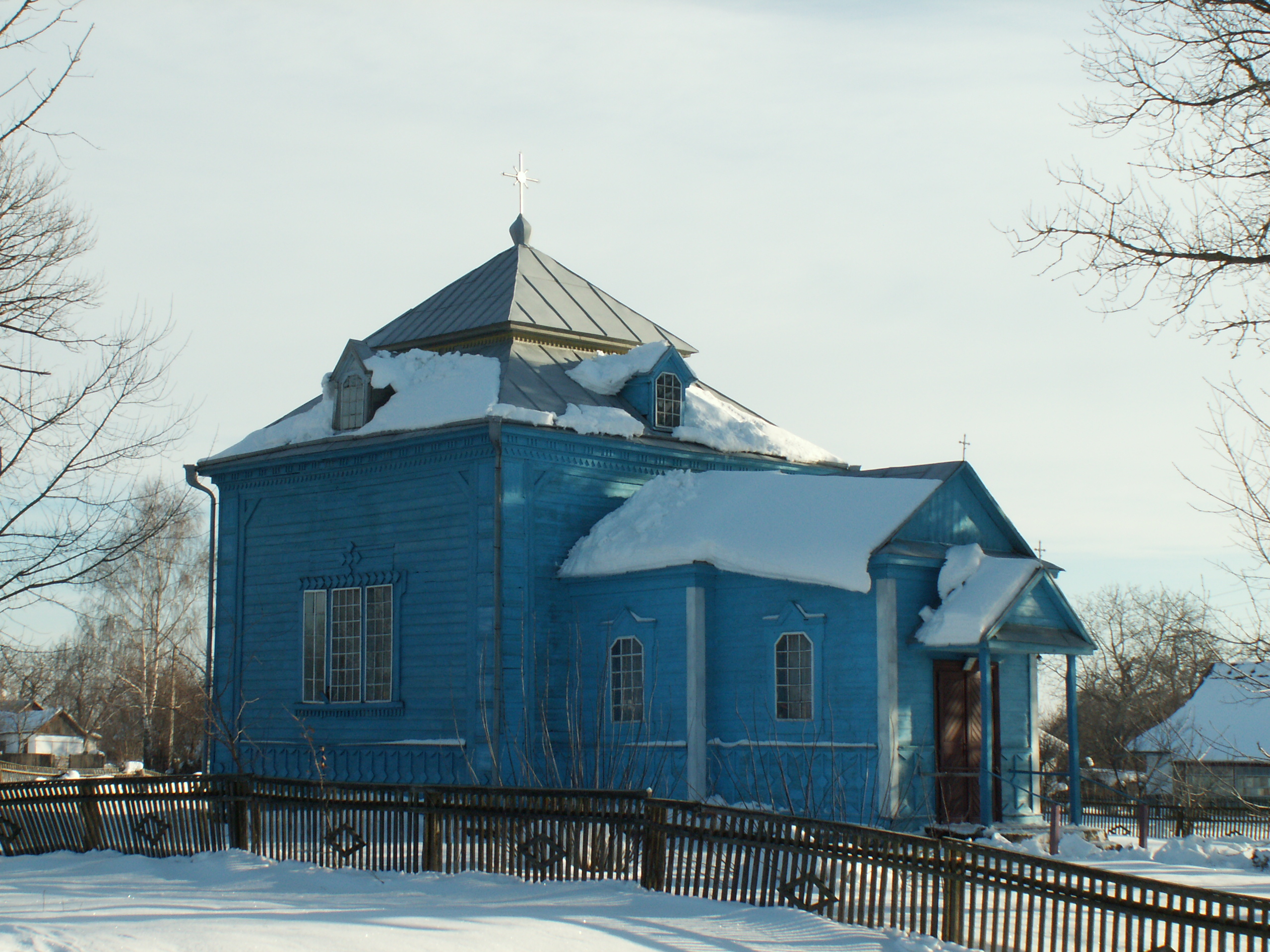

7 (20) листопада 1917 року, відповідно до Третього Універсалу Української Центральної Ради, увійшло до складу Української Народної Республіки. 
У 1917 р. садибу Миколи Попова вщент розграбували селяни, розібравши на цеглини навіть його новий будинок, а сам він подався до Франції. В архівних документах того часу містяться уривчасті посилання більшовицьких джерел на активність навколо Колюхова та сусідніх сіл Канави і Соколинців «білобанд» Артема Онищука та інших отаманів.
Жителі Колюхова разом з жителями інших навколишніх селищ прийшли на допомогу селянам Стрільчинець та Ведмежої, відбиваючи березневий рейд польських легіонерів 1 квітня (19 березня) 1918 року. Поляки були відігнані до Немирова, де після жорстокого бою 300 легіонерів роззброєно.
Отаману Артему Онищуку, уродженцю сусіднього села Соколинці, як відважному провідникові національно-визвольного руху селян Брацлавщини у 1920—1921 рр., курінному Армії УНР, Валерій Марценюк присвятив історичну повість «Трагічна любов отамана Артема» про «українського патріота, підступно обманутого більшовицькою владою та жорстоко зрадженого коханою жінкою» — чекісткою Ельзою Грундман.. 
За колишнім адміністративним поділом село входило до Брацлавського повіту.

## Роки окупації та визволення
У роки нацистської окупації (1941–1944 рр.) по річці проходив німецько-румунський кордон. Правобережна частина Побужжя з Тивровим потрапила до румунської «Трансністрії», лівобережна з Немировим — до генерального округа «Житомир» німецького «Райхскомісаріату Україна». У такій глушині військ майже не було, стояли тільки окремі варти з румунських солдатів, які відносились з певною повагою до українських хліборобів. В селі навіть розпочала працювати школа, де підлітків стали вчити румунській мові. При румунах люди хоч і бідували, однак меншою мірою ніж при німецькій владі. З часом прийшла весна 1944-го. Крига на Бугу просіла, почалася повінь. У бездоріжжі, непрохідній багнюці противник відходив хаотично, кидаючи на дорогах техніку та озброєння. Саме у 1000-й день війни, 17 березня в рамках Проскурівсько-Чернівецької операції 100 стрілецька дивізія 106 стрілецького корпусу 38 загальновійськової армії до 10 години ранку одним полком переправилася через Буг в районі Канави, другим полком на марші з Колюхова на Дзвониху і третім — з Онитківець на Черемошне. «Совінмормбюро» цього дня повідомило: «Южнее города Винница наши войска продолжали вести наступательные бои, у ходе которых заняли несколько населенных пунктов и среди них Потоки, Сидава, Гришевцы, Маянив, Шершни, Василевка, Звониха, Колюхів, Канава».

## Новий час
У добу розвиненого соціалізму в Колюхові відновився колгосп. Поблизу села був побудований газогін високого тиску для перекачування російського блакитного палива на Захід. Втім, газу довгий час село так і не побачило. А колгосп надалі увійшов до радгоспу «Дзвониський» на чотири села — Дзвониху, Колюхів, Соколинці та Канаву. Від радгоспу у 90-ті роки XX століття відокремився колгосп «Перемога» з конторою в Колюхові. Адміністративно село декілька раз змінювало своє підпорядкування. Так у 1917 році село належало до Лучанської волості. З 1921 року воно входило до Тиврівської волості, а надалі до Дзвониської сільської ради. 29 червня 1989 року утворилась Колюхівська сільська рада. Головою цієї сільради понад 20 років, аж до своєї смерті, був Петро Володимирович Ткачук. В 1888 році священником Олександром Шпановським в селі була відкрита школа грамоти. Тепер в селі функціонує загальноосвітня школа 2-3 ступеню, що розміщена в колишньому будинку поміщика Рублевського. Поряд побудовано нове приміщення школи, яке вже понад 20 років влада не може ввести в експлуатацію. 
12 червня 2020 року, відповідно до Розпорядження Кабінету Міністрів України від  № 707-р «Про визначення адміністративних центрів та затвердження територій територіальних громад Вінницької області», увійшло до складу Тиврівської селищної територіальної громади. 

19 липня 2020 року, в результаті адміністративно-територіальної реформи та ліквідації Тиврівського району, село увійшло до складу Вінницького району.

Будинок загальноосвітньої школи 2-3 ступеню в селі Колюхів

## Відомі люди
Родом з Колюхова:
- Пантелій Іванович Марценюк — автор історико-біографічної повісті «Над Бугом-рікою» /
- Степанищев Олександр Олександрович (1980—2024) — солдат Збройних сил України, учасник російсько-української війни. Герой України (2025, посмертно).